# ある日……
「ある日……」（あるひ……）は、藤子・F・不二雄（発表時は藤子不二雄名義）の読みきりSF漫画作品。奇想天外社『マンガ奇想天外』1982年5月号に掲載された。

## 概要
四人のアマチュア映像家がサークルの映写会に集まり、それぞれ「“世界を駆け巡る自分”の映像編集フィルム」、「地域が開発されていく10年間の定点映像」、「スター・ウォーズのパロディ」を写して談笑する。
しかし、うずくまったビン底メガネの青年、佐久間だけは全ての作品を「つまらない」「問題意識のかけらも見当たらない」と一蹴する。そして彼は日常的な光景が映し出されたフィルム『ある日……』を上映。一見平凡な内容だが、最後に「プツン...」と映像が途切れる形で終わる。このことを意味が分からないと皆が嘲笑すると、佐久間はその内容の真意を語りだす。そして、最後にはマンガ自体が「プツン...」という文字を残して白紙になる。
冷戦期にあった当時の核戦争の恐怖のイメージを扱った作品。